# Mahle
Mahle — немецкая компания, производитель автокомплектующих, в частности, фильтров и деталей двигателя, а также автомобильной климатической техники. Штаб-квартира расположена в Штутгарте (Баден-Вюртемберг).

## История
В 1920 году Герман Мале начал работать в компании Versuchsbau Hellmuth Hirth, основанной в том же году Гельмутом Хиртом. Через 2 года в компанию пришёл его брат Эрнст Мале. К 1938 году братья стали владельцами компании и переименовали её в Mahle KG. В годы Второй мировой войны компания была крупным поставщиком комплектующих для военной техники, к 1944 году в ней работало 6,2 тыс. человек, включая военнопленных и остарбайтеров.
В 1964 году был основан фонд Mahle-Stiftung, который вкладывает дивиденды, получаемые от компании, в различные социальные проекты. Первый зарубежный завод был открыт в 1975 году в США; через 3 года был открыт завод в Бразилии. С конца 1990-х годов Mahle начала развивать производственные мощности в Азии.
В 2013 году была поглощена Behr Group, выпускавшая автомобильную климатическую технику и системы охлаждения двигателя; эта компания была переименована в Mahle Behr. В 2015 году у Delphi Automotive было куплено подразделение климатической техники, присоединённое к Mahle Behr.

## Собственники и руководство
Фонду Mahle-Stiftung GMBH принадлежит 99,9 % акций, он имеет право на дивиденды, но не имеет права голоса. Все 100 % голосов и 0,1 % акций принадлежит организации Verein zur Förderung und Beratung der MAHLE Gruppe e. V. (MABEG).
Руководство:
- Арнд Франц (Arnd Franz, род. в 1965 году) — председатель правления и генеральный директор с ноября 2022 года, в компании с 2001 года[9].

## Деятельность
Подразделения компании по состоянию на 2024 год:
- Powertrain and Charging — комплектующие для двигателей внутреннего сгорания и электромоторов, силовая и контрольная электроника, электроприводы; 38 % выручки;
- Thermal and Fluid Systems — воздушные, топливные и масляные фильтры, системы охлаждения двигателя, аккумуляторных батарей и топливных элементов; 45 % выручки;
- Lifecycle and mobility — снабжение автомастерских запчастями, инструментами и оборудованием для тестирования различных систем автомобиля; 11 % выручки.

Производственные мощности насчитывают 135 заводов, из них 51 находится в Европе, 51 — в Азии, 22 — в Северной Америке (США, Канада, Мексика), 9 — в Южной Америке (Аргентина и Бразилия) и 2 — в Африке (ЮАР). Также у компании 11 технических центров.
Выручка за 2024 год составила 11,7 млрд евро, из них на Европу пришлось 46 %, на Северную Америку — 26 %, на Азию — 20 %, на Южную Америку — 7 %, на Африку — 1 %.